# Domingo Ramón
Pour les articles homonymes, voir Ramón.
Luis Domingo Ramón Menarges, né le 10 mars 1958 à Crevillent, est un athlète espagnol spécialiste du 3 000 mètres steeple. Licencié à l'Hercules-Benacantil, il mesure 1,62 m pour 57 kg.

## Biographie

### Palmarès
| Date | Compétition                   | Lieu       | Résultat | Performance   |
| ---- | ----------------------------- | ---------- | -------- | ------------- |
| 1979 | Jeux méditerranéens           | Split      | 2e       | 8 min 25 s 8  |
| 1982 | Championnats d'Europe         | Athènes    | 3e       | 8 min 20 s 48 |
| 1983 | Jeux méditerranéens           | Casablanca | 2e       | 8 min 19 s 60 |
| 1983 | Championnats ibéro-américains | Barcelone  | 1er      | 8 min 27 s 20 |

### Records
| Épreuve              | Performance   | Lieu | Date |
| -------------------- | ------------- | ---- | ---- |
| 3 000 mètres steeple | 8 min 15 s 74 |      | 1980 |